# FC 아르세날 키이우
FC 아르세날 키예프(우크라이나어: ФК Арсенал Київ, 영어: FC Arsenal Kyiv)는 우크라이나의 수도 키예프를 연고로 하던 축구 클럽이다. 2013-14 시즌이 진행 중이던 2013년 10월 29일 구단이 파산하면서 해체되었다.

## 역대 감독
| 감독                | 임기        |
| ------------------- | ----------- |
| 미하일로 포멘코     | 1994 ~ 1996 |
| 미하일로 포멘코     | 2000 ~ 2001 |
| 파브리치오 라바넬리 | 2018        |